# Elle Fanning
Mary Elle Fanning (n. 9 aprilie 1998, Conyers, Georgia, SUA) este o actriță americană. Ea este sora mai mică a Dakotei Fanning.

## Date biografice
Prenumele ei "Mary" a fost dată de tată iar cel de "Elle" de mama sa. Ca și sora ei mai mare Hannah Dakota și Elle folosește ca actriță al doilea prenume al ei. Cariera ei începe cu filmele CSI: Miami, Dr. House, Criminal Minds, Für alle Fälle Amy și CSI: New York. Ca urmare a succesului obținut de ele, mama lor se mută la Los Angeles.

## Filmografie

### Filme
| An   | Film                                | Rol                | Note                            |
| ---- | ----------------------------------- | ------------------ | ------------------------------- |
| 2001 | I Am Sam                            | Younger Lucy       |                                 |
| 2003 | Daddy Day Care                      | Jamie              |                                 |
| 2004 | The Door in the Floor               | Ruth Cole          |                                 |
| 2005 | My Neighbor Totoro                  | Mei Kusakabe       | Voce (dublaj în engleză Disney) |
| 2005 | P.N.O.K.                            | Rebecca Bullard    | Scurtmetraj                     |
| 2005 | Because of Winn-Dixie               | Sweetie Pie Thomas |                                 |
| 2006 | Déjà Vu                             | Abbey              |                                 |
| 2006 | Babel                               | Debbie Jones       |                                 |
| 2006 | I Want Someone to Eat Cheese With   | Penelope           |                                 |
| 2007 | The Nines                           | Noelle             |                                 |
| 2007 | Reservation Road                    | Emma Learner       |                                 |
| 2007 | Day 73 with Sarah                   | Sarah              | Scurtmetraj                     |
| 2008 | The Curious Case of Benjamin Button | Daisy, Age 6       |                                 |
| 2008 | Phoebe in Wonderland                | Phoebe Lichten     |                                 |
| 2009 | Astro Boy                           | Grace              | Voce                            |
| 2010 | The Nutcracker in 3D                | Mary               |                                 |
| 2010 | Somewhere                           | Cleo               |                                 |
| 2011 | Super 8                             | Alice Dainard      |                                 |
| 2011 | The Curve of Forgotten Things       |                    | Scurtmetraj                     |
| 2011 | Twixt                               | V                  |                                 |
| 2011 | We Bought a Zoo                     | Lily Miska         |                                 |
| 2012 | Ginger & Rosa                       | Ginger             |                                 |
| 2012 | Leaning Toward Solace               | Sara               | Scurtmetraj                     |
| 2014 | Low Down                            | Amy-Jo Albany      |                                 |
| 2014 | Young Ones                          | Mary Holms         |                                 |
| 2014 | Maleficent                          | Prințesa Aurora    |                                 |
| 2014 | The Boxtrolls                       | Winnie             | Voce                            |
| 2015 | Trumbo                              | Nikola Trumbo      |                                 |
| 2015 | Three Generations                   |                    |                                 |
| 2016 | The Neon Demon (Demonul de Neon)    | Jesse              |                                 |
| 2016 | 20th Century Women                  | Julie              |                                 |
| 2016 | Ballerina                           | Félicie Milliner   | Voice                           |
| 2016 | Live by Night (Legea nopții)        | Loretta Figgis     |                                 |
| 2017 | Sidney Hall                         | Melody             |                                 |
| 2017 | How to Talk to Girls at Parties     | Zan                | post-producție                  |
| 2017 | A Storm in the Stars                | Mary Shelley       | post-producție                  |
| 2017 | The Beguiled                        | Carol              | post-producție                  |
| 2019 | Maleficent 2                        | Printesa Aurora    |                                 |

### Televiziune
| An         | Titlu                             | Rol                | Note                 |
| ---------- | --------------------------------- | ------------------ | -------------------- |
| 2002       | Taken                             | Allie Keys – Age 3 | "Charlie and Lisa"   |
| 2003       | Judging Amy                       | Rochelle Cobbs     | "Maxine Interrupted" |
| 2003       | CSI: Miami                        | Molly Walker       | "Death Grip"         |
| 2004       | CSI: NY                           | Jenny Como         | "Officer Blue"       |
| 2006       | House M.D.                        | Stella Dalton      | "Need to Know"       |
| 2006       | Law & Order: Special Victims Unit | Eden               | "Cage"               |
| 2006       | The Lost Room                     | Anna Miller        | 3 episoade           |
| 2006, 2007 | Criminal Minds                    | Tracy Belle        | 2 episoade           |
| 2007       | Dirty Sexy Money                  | Kiki George        | "Pilot"              |

## Premii și nominalizări
| An   | Titlu                | Premiu                                   | Categorie                                                                                         | Rezultat                                                       |
| ---- | -------------------- | ---------------------------------------- | ------------------------------------------------------------------------------------------------- | -------------------------------------------------------------- |
| 2004 | Daddy Day Care       | Young Artist Award                       | Best Young Ensemble in a Feature Film                                                             | Nominalizare                                                   |
| 2007 | The Lost Room        | Young Artist Award                       | Best Performance in a TV Movie, Miniseries or Special (Comedy or Drama): Supporting Young Actress | Nominalizare                                                   |
| 2007 | Babel                | Young Artist Award                       | Best Performance in a Feature Film: Young Actress Age Ten or Younger                              | Nominalizare                                                   |
| 2011 | Somewhere            | Broadcast Film Critics Association Award | Best Young Actor/Actress                                                                          | Nominalizare                                                   |
| 2011 | Somewhere            | Young Hollywood Award                    | Actress of the Year Award                                                                         | Câștigat                                                       |
| 2011 | Somewhere            | International Cinephile Society Awards   | Best Supporting Actress                                                                           | Runner-up: Tied with Olivia Williams – The Ghost Writer (film) |
| 2011 | The Nutcracker in 3D | Young Artist Award                       | Best Performance in a Feature Film - Leading Young Actress                                        | Nominalizare                                                   |
| 2011 | Super 8              | Hollywood Film Festival                  | Spotlight Award                                                                                   | Câștigat                                                       |
| 2011 | Super 8              | Satellite Award                          | Best Actress in a Supporting Role                                                                 | Nominalizare                                                   |
| 2011 | Super 8              | Scream Award                             | Breakout Performance: Female                                                                      | Nominalizare                                                   |
| 2011 | Super 8              | Teen Choice Award                        | Choice Movie Actress: Sci-Fi/Fantasy                                                              | Nominalizare                                                   |
| 2011 | Super 8              | Teen Choice Award                        | Choice Movie Chemistry                                                                            | Nominalizare                                                   |
| 2011 | Super 8              | Phoenix Film Critics Society             | Best Ensemble Acting                                                                              | Câștigat                                                       |
| 2011 | Super 8              | Phoenix Film Critics Society             | Breakthrough Performance on Camera                                                                | Nominalizare                                                   |
| 2011 | Super 8              | Phoenix Film Critics Society             | Best Performance by a Youth in a Lead or Supporting Role: Female                                  | Nominalizare                                                   |
| 2012 | Super 8              | Broadcast Film Critics Association Award | Best Young Actress                                                                                | Nominalizare                                                   |
| 2012 | Super 8              | Young Artist Award                       | Best Performance in a Feature Film - Leading Young Actress                                        | Nominalizare                                                   |
| 2012 | Super 8              | Young Artist Award                       | Best Performance in a Feature Film — Young Ensemble Cast                                          | Nominalizare                                                   |
| 2012 | Super 8              | MTV Movie Award                          | Best Breakthrough Performance                                                                     | Nominalizare                                                   |
| 2012 | Ginger & Rosa        | British Independent Film Award           | Best Performance by an Actress in a British Independent Film                                      | Nominalizare                                                   |
| 2013 | Ginger & Rosa        | Broadcast Film Critics Association Award | Best Young Actress                                                                                | Nominalizare                                                   |
| 2014 | Maleficent           | Teen Choice Award                        | Choice Movie Actress: Action                                                                      | Nominalizare                                                   |
| 2015 | Maleficent           | Saturn Award                             | Best Performance by a Younger Actor                                                               | În așteptare                                                   |
| 2015 | Maleficent           | 2015 Kids' Choice Awards                 | Favorite Movie Actress                                                                            | Nominalizare                                                   |